# Georgemeer (New South Wales)
Het Georgemeer (lokaal: Werriwa, Engels: Lake George) is een endoreïsch meer in het zuidoosten van New South Wales, Australië. Het meer ligt ongeveer 29 kilometer ten noordoosten van Canberra. Het meer is vernoemd naar de Britse koning George III.